# Victor Gustave Robin
Victor Gustave Robin (pronunciación en francés: /ʁɔbɛ̃/; 17 de mayo de 1855 – 1897) fue un matemático francés que trabajó en el campo del análisis y la matemática aplicada.
Aprendió  matemática física en la Sorbonne en París y trabajó en el área de la termodinámica. Se lo conoce principalmente por la condición de frontera de Robin. La Academia Francesa de Ciencias lo premió por el Prix Francœur en 1893 y nuevamente en 1897. En 1895 recibió el Prix Poncelet.